# Ángel Mesón Miguel
Ángel Mesón Miguel, né le 21 juillet 1950, est un homme politique espagnol membre de Podemos.

## Biographie

### Vie privée
Il est père d'une fille.

### Activités politiques
Le 20 décembre 2015, il est élu sénateur pour Alava au Sénat et réélu en 2016.
Au Sénat, il est porte-parole à la commission de la Culture.